# 中国国民党中央特别委员会
中国国民党中央特别委员会，是1927年宁汉合流后设置的代行中國國民黨中央執行委員會职权的机构。

## 历史
1927年9月，武汉国民政府与南京国民政府及西山会议派的代表在上海召开谈话会，决定组织特别委员会统一3个并立的国民党中央。1928年2月中国国民党二届四中全会宣布撤销特别委员会。